# Сеньорат
Сеньоратът е система на наследяване, при която по-малките братя и сестри на монарха имат приоритет пред неговите деца. Наследяването преминава към децата едва след изчерпването на представителите от предишното поколение. Така наследник става най-близкият генеалогичен потомък на първоначалния монарх. Сеньоратът е най-често агнатичен, като изключва жените от системата на наследяване.
Системата на сеньората има практически преимущества през историческите периоди с относително кратка продължителност на живота, когато често и най-големите деца са все още твърде малки при смъртта на родителя си. В същото време потенциалният брой на наследниците е по-голям, отколкото при примогенитурата, което прави системата нестабилна. С времето повечето сеньоратни системи еволюират в примогенитурни.
Сред примерите за сеньоратно наследяване са Тюркският хаганат, Киевска Рус, Унгария при Арпадите, Владимирско-Суздалското княжество, Монголската империя. В наши дни системата се използва само в Саудитска Арабия.